# Quân đoàn IV (Việt Nam Cộng hòa)

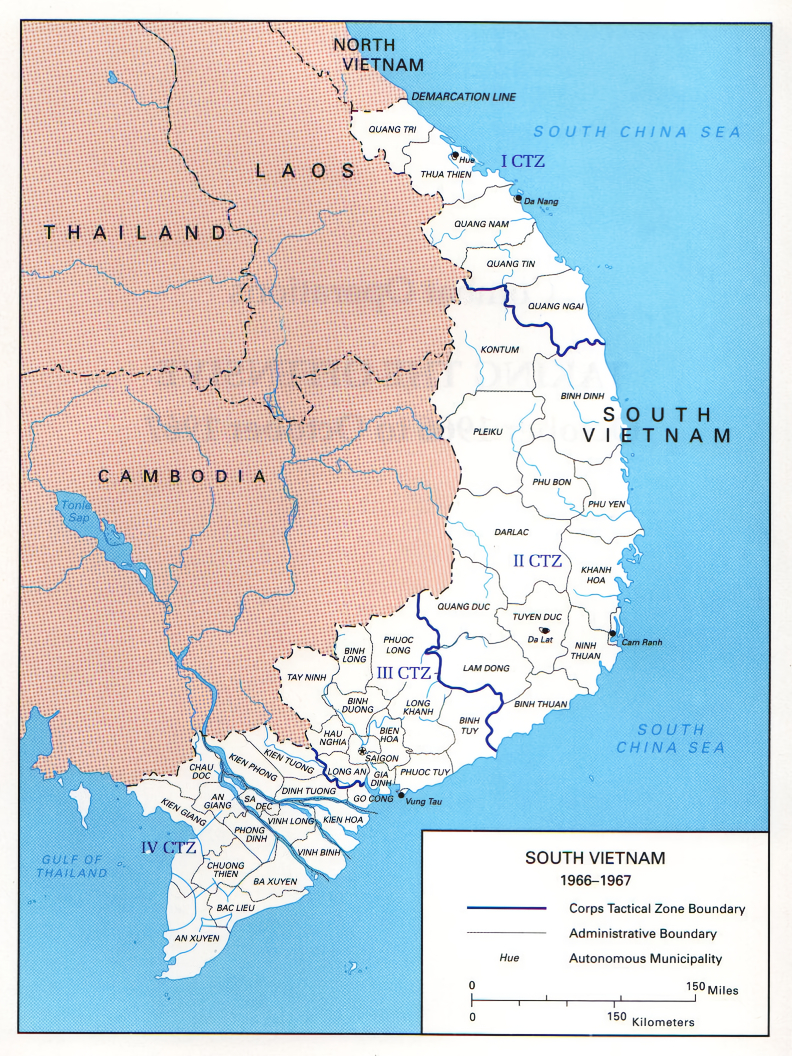
Bản đồ 4 Quân khu Việt Nam Cộng hòa

Quân đoàn IV là một đơn vị cấp Quân đoàn, được tổ chức hỗn hợp gồm cả Hải quân – Lục quân – Không quân, là một trong bốn quân đoàn chủ lực của Quân lực Việt Nam Cộng hòa và là Quân đoàn được thành lập sau cùng. Đây là Quân đoàn có nhiệm vụ kiểm soát địa bàn gồm các tỉnh thuộc khu vực Đồng bằng sông Cửu Long.
Vào giai đoạn cuối tháng 4 năm 1975, khi các Quân đoàn khác đã bị tan rã hoặc không còn sức chiến đấu thì lực lượng của Quân đoàn IV gần như vẫn còn khá nguyên vẹn. Chỉ huy Quân đoàn này đã lập ra "Kế hoạch mật khu", theo đó sẽ cố thủ vùng đồng bằng sông Cửu Long nếu Sài Gòn thất thủ, tuy nhiên kế hoạch này đã phá sản do phần lớn sỹ quan cấp dưới đã bỏ chạy, bộ máy chỉ huy đã rối loạn đến mức không thể điều khiển được các đơn vị dưới quyền. Quân đoàn đã buông súng sau khi có lệnh đầu hàng từ Tổng thống Dương Văn Minh. Một số sĩ quan của quân đoàn đã tự sát, trong đó có cả Tư lệnh và Tư lệnh phó Quân đoàn.

## Lịch sử hình thành
Tiền thân của Vùng IV chiến thuật là Đệ ngũ Quân khu, được thành lập ngày 26 tháng 10 năm 1956. Địa bàn của Đệ ngũ Quân khu bấy giờ gồm các tỉnh Long An, Kiến Tường, Kiến Phong, Định Tường, Kiến Hòa, Vĩnh Long, Vĩnh Bình, An Giang, Phong Dinh, Ba Xuyên, Kiên Giang, An Xuyên và Đặc khu Côn Sơn. Tuy nhiên, mãi đến ngày 14 tháng 2 năm 1957, Đại tướng Lê Văn Tỵ, Tổng Tham mưu trưởng Quân đội Việt Nam Cộng hòa mới ký Công vụ lệnh số 146/TTM/VP chỉ định Chỉ huy trưởng 3 Quân khu kể trên, gồm: Trung tướng Dương Văn Minh, Chỉ huy trưởng Quân khu Thủ đô; Đại tá Nguyễn Văn Y, Chỉ huy trưởng Đệ nhất quân khu; Đại tá Nguyễn Văn Là, Chỉ huy trưởng Đệ ngũ Quân khu. Trung tướng Dương Văn Minh đồng thời kiêm nhiệm chức Tư lệnh 3 quân khu trên.
Ngày 1 tháng 6 năm 1961, Tổng thống Ngô Đình Diệm đã ra sắc lệnh cải tổ các Quân khu thành các Vùng chiến thuật, theo đó Đệ nhất và Đệ ngũ Quân khu được sáp nhập để thành lập Vùng 3 chiến thuật. Tỉnh Côn Sơn được tách ra, trực thuộc vào Bộ Tư lệnh Hải quân.. Tuy nhiên, do lãnh thổ của Vùng 3 chiến thuật khi đó tương ứng với địa bàn rộng lớn của Nam Bộ, gây ra rất nhiều khó khăn trong kiểm soát địa bàn. Do nhu cầu cần có thêm các đơn vị chủ lực nữa để hỗ trợ và chia sẻ vùng hoạt động, Tổng thống Ngô Đình Diệm quyết định thành lập thêm Sư đoàn 9 vào ngày 1 tháng 1 năm 1962) và Sư đoàn 25 Bộ binh vào ngày 1 tháng 7 năm 1962. Như vậy, trên địa bàn của Đệ ngũ Quân khu cũ có các Sư đoàn bộ binh: Sư đoàn 7, Sư đoàn 9 và Sư đoàn 21 phụ trách.
Ngày 1 tháng 1 năm 1963, Tổng thống Diệm cho thành lập Quân đoàn IV và Vùng 4 chiến thuật từ phần lãnh thổ miền tây Nam phần, với nòng cốt là các Sư đoàn 7, 9 và 21. Đại bản doanh của Quân đoàn được đặt tại Cần Thơ và Thiếu tướng Huỳnh Văn Cao làm Tư lệnh đầu tiên. Phần lãnh thổ trách nhiệm của Quân đoàn IV và Vùng 4 chiến thuật gồm 16 tỉnh và một Đặc khu thuộc miền tây Nam phần, tổ chức thành 3 Khu chiến thuật: Khu 41 chiến thuật (gồm các tỉnh Châu Đốc, An Giang, Sa Đéc, Vĩnh Long, Vĩnh Bình); Khu 42 chiến thuật (gồm các tỉnh Kiên Giang, Phong Dinh, Chương Thiện, Ba Xuyên, Bạc Liêu, An Xuyên); Khu 43 chiến thuật (gồm các tỉnh Định Tường, Kiến Tường, Kiến Phong, Kiến Hòa, Gò Công). Ngoài ra, còn có Biệt khu 44 chiến thuật bán tự trị làm nhiệm vụ bảo vệ an ninh khu vực tây bắc đồng bằng sông Cửu Long dọc biên giới Việt Nam–Campuchia (giải thể năm 1973). Riêng Đặc khu Phú Quốc trực thuộc vào Bộ Tư lệnh Hải quân. Mỗi khu chiến thuật là địa bàn hoạt động của một Sư đoàn. 
Các tỉnh cũng được tổ chức về mặt quân sự thành các Tiểu khu chiến thuật, đứng đầu là một sĩ quan cấp Đại tá hoặc Trung tá với chức danh Tỉnh trưởng (hoặc Thị trưởng) kiêm Tiểu khu trưởng, trực tiếp chỉ huy và điều động các đơn vị Địa phương quân và các Chi khu (trong đó có các Trung đội Nghĩa quân). Quân số của mỗi Tiểu khu tương đương với quân số từ một đến hai Trung đoàn bộ binh nhưng về mặt trang bị không bằng các đơn vị chủ lực. Vì vậy khi cần thiết sẽ được sự hỗ trợ của các sư đoàn chủ lực. Do đó, khi phối hợp tác chiến Tiểu khu trưởng dưới quyền của Tư lệnh Sư đoàn.

### Mậu Thân 1968
Ngày ngày 1 tháng 7 năm 1970, Vùng 4 chiến thuật được đổi tên thành Quân khu 4.

### Kế hoạch mật khu phá sản
- Trụ sở Bộ Tư lệnh Quân đoàn IV đặt tại Cần Thơ, sau 1975 được trưng dụng thành trụ sở Bộ Tư lệnh Quân khu 9, Quân đội Nhân dân Việt Nam.

## Biên chế tổ chức
Dưới đây là biên chế tổ chức của Quân đoàn III vào đầu năm 1975.
- Bộ Tư lệnh:

| Bộ Tham mưu Sở An ninh Quân đội Phòng 1 Tổng Quản trị Phòng 2 Tình báo | -Phòng 3 Tác chiến Bộ chỉ huy Tiếp vận Bộ chỉ huy Pháo binh Bộ tư lệnh Chiến đoàn đặc nhiệm |

- Đơn vị tác chiến trực thuộc:

| Sư đoàn 7 Bộ binh: Trách nhiệm địa bàn các tỉnh Định Tường, Gò Công, Kiến Hòa, Kiến Tường và Sa Đéc Sư đoàn 9 Bộ binh: Trách nhiệm địa bàn các tỉnh An Giang, Châu Đốc, Kiến Phong, Vĩnh Bình và Vĩnh Long Sư đoàn 21 Bộ binh: Trách nhiệm địa bàn các tỉnh An Xuyên, Ba Xuyên, Bạc Liêu, Chương Thiện, Kiên Giang và Phong Dinh. Địa phương quân và Nghĩa quân |

- Đơn vị tác chiến phối thuộc:

| Hải quân Vùng 4 Duyên hải Hải quân Vùng 5 Duyên hải Hải quân Vùng 4 Sông ngòi | Sư đoàn 4 Không quân Lữ đoàn 4 Kỵ binh |

- Tiểu khu, Đặc khu trực thuộc:

| Tiểu khu An Giang: Các Chi khu (Quận) Châu Thành, Chợ Mới, Huệ Đức, Thốt Nốt và Yếu khu Thị xã Long Xuyên Tiểu khu An Xuyên: Các Chi khu Đầm Dơi, Hải Yến, Năm Căn, Sông Đốc, Thới Bình và Yếu khu Thị xã Quản Long Tiểu khu Ba Xuyên: Các Chi khu Hòa Trị, Kế Sách, Lịch Hội, Long Phú, Mỹ Xuyên, Ngã Năm, Thạnh Trị, Thuận Hòa và Yếu khu Thị xã Khánh Hưng Tiểu khu Bạc Liêu: Các Chi khu Giá Rai, Phước Long, Vĩnh Châu, Vĩnh Hội và Yếu khu Thị xã Bạc Liêu Tiểu khu Châu Đốc: Các Chi khu An Phú, Châu Phú, Tân Châu, Tịnh Biên, Tri Tôn và Yếu khu Thị xã Châu Đốc Tiểu khu Chương Thiện: Các Chi khu Đức Long, Hưng Long, Kiên Long, Kiên Lương, Kiến Thiện, Long Mỹ và Yếu khu Thị xã Vị Thanh Tiểu khu Định Tường: Các Chi khu Bến Tranh, Cai Lậy, Cái Bè, Châu Thành, Chợ Gạo, Giáo Đức, Hậu Mỹ, Sầm Giang và Yếu khu Thị xã Mỹ Tho (1 Quận) Tiểu khu Gò Công: Các Chi khu Hòa Bình, Hòa Đồng, Hòa Lạc, Hòa Tân và Yếu khu Thị xã Gò Công Tiểu khu Kiên Giang: Các Chi khu Hà Tiên, Hiếu Lê, Kiên An, Kiên Bình, Kiên Lương, Kiên Tân, Kiên Thành và Yếu khu Thị xã Rạch Giá (Gồm 1 Quận) Tiểu khu Kiến Hòa: Các Chi khu Ba Tri, Bình Đại, Đôn Nhơn, Hàm Luông, Hương Mỹ, Giồng Trôm, Mỏ Cày, Thạnh Phú và Yếu khu Thị xã Trúc Giang Tiểu khu Kiến Phong: Các Chi khu Cao Lãnh, Đồng Tiến, Hồng Ngự, Kiến Văn, Mỹ An, Thanh Bình và Yếu khu Thị xã Cao Lãnh Tiểu khu Kiến Tường: Các Chi khu Châu Thành, Kiên Bình, Tuyên Bình, Tuyên Nhơn và Yếu khu Thị xã Mộc Hóa Tiểu khu Phong Dinh: Các Chi khu Châu Thành, Phong Điền, Phong Phú, Phong Thuận, Phụng Hiệp, Thuận Nhơn, Thuận Trung và Yếu khu Thị xã Cần Thơ (1 Quận) Tiểu khu Sa Đéc: Các Chi khu Đức Thành, Đức Thịnh, Đức Tôn, Lấp Vò và Yếu khu Thị xã Sa Đéc Tiểu khu Vĩnh Bình: Các Chi khu Càng Long, Cầu Kè, Cầu Ngang, Châu Thành, Long Toàn, Tiểu Cần, Trà Cú, Trà Ôn, Vũng Liêm và Yếu khu Thị xã Phú Vinh Tiểu khu Vĩnh Long: Các Chi khu Bình Minh, Châu Thành, Chợ Lách, Minh Đức, Tam Bình và Yếu khu Thị xã Vĩnh Long Đặc khu Phú Quốc: (Bao gồm quần đảo An Thới) |

## Bộ Tham mưu và Phòng Sở của Quân đoàn IV tháng 4/1975
| Stt | Họ và tên                                        | Cấp bậc     | Chức vụ         | Phòng Sở             | Chú thích                                         |
| --- | ------------------------------------------------ | ----------- | --------------- | -------------------- | ------------------------------------------------- |
| 1   | Nguyễn Khoa Nam Võ khoa Thủ Đức K3               | Thiếu tướng | Tư lệnh         | Bộ Tư lệnh           | Tự sát sáng ngày 1/5/1975.                        |
| 2   | Lê Văn Hưng Võ khoa Thủ Đức K5                   | Chuẩn tướng | Tư lệnh phó     | Bộ Tư lệnh           | Tự sát ngày 30/4/1975                             |
| 3   | Chương Dzềnh Quay Võ bị Đà Lạt K5                | Chuẩn tướng | Tham mưu trưởng | Bộ Tư lệnh           |                                                   |
| 4   | Nguyễn Đình Vinh Võ bị Đà Lạt K10                | Đại tá      | Tư lệnh         | Chiến đoàn Đặc nhiệm | Kiêm Tư lệnh Bộ Tư lệnh Tiền phương của Quân đoàn |
| 5   | Trần Duy Bính Võ bị Địa phương Trung Viêt Huế K1 | Đại tá      | Chánh sở        | An ninh Quân đội     |                                                   |
| 6   | Phạm Thành Can Võ khoa Nam Định                  | Đại tá      | Trưởng phòng    | Phòng 3 Tác chiến    |                                                   |
| 7   | Dương Ngọc Bảo Võ khoa Thủ Đức K3                | Đại tá      | Tham mưu trưởng | Chiến đoàn Đặc nhiệm |                                                   |
| 9   | Nguyễn Văn Nhỏ Võ bị Huế K1                      | Đại tá      | Chỉ huy trưởng  | Tiếp vận             |                                                   |
| 8   | Nguyễn Bá Trang Hải quân Nha Trang K7            | Đại tá      | Tư lệnh         | Lực lượng Thủy bộ    | Kiêm Tư lệnh Lực lượng Đặc nhiệm 211              |

## Pháo binh Quân đoàn[15]
| Stt | Họ và tên                        | Cấp bậc  | Chức vụ          | Đơn vị                         | Chú thích |
| --- | -------------------------------- | -------- | ---------------- | ------------------------------ | --------- |
| 1   | Nguyễn Văn Thọ Võ bị Đà Lạt K7   | Đại tá   | Chỉ huy trưởng   | Bộ Chỉ huy Pháo binh Quân đoàn |           |
| 2   | Tôn Thất Xuân                    | Trung tá | Tiểu đoàn trưởng | Tiểu đoàn 47 (155 ly)          |           |
| 3   | Trần Hoàng Đạt                   | Thiếu tá | Tiểu đoàn trưởng | Tiểu đoàn 67 (105 ly)          |           |
| 4   | Nguyễn Xuân Lục Võ bị Đà Lạt K13 | Thiếu tá | Tiểu đoàn trưởng | Tiểu đoàn 68 (105 ly)          |           |

## Pháo binh Tiểu khu[18]
| Stt | Họ và tên                          | Cấp bậc  | Chức vụ        | Đơn vị                | Chú thích |
| --- | ---------------------------------- | -------- | -------------- | --------------------- | --------- |
| 1   | Nguyễn Văn Tốt Võ khoa Thủ Đức K7  | Thiếu tá | Chỉ huy trưởng | Tiểu khu Kiến Phong   |           |
| 2   | Hà Đức Ninh                        | Thiếu tá | Chỉ huy trưởng | Tiểu khu Kiến Tường   |           |
| 3   | Lê Minh Trí Võ khoa Thủ Đức K7     | Thiếu tá | Chỉ huy trưởng | Tiểu khu Định Tường   |           |
| 4   | Lâm Tiến Hải                       | Thiếu tá | Chỉ huy trưởng | Tiểu khu Gò Công      |           |
| 5   | Phan Đình Hạo                      | Thiếu tá | Chỉ huy trưởng | Tiểu khu Châu Đốc     |           |
| 6   | Trần Văn Toàn                      | Thiếu tá | Chỉ huy trưởng | Tiểu khu An Giang     |           |
| 7   | Trần Văn Thìn                      | Thiếu tá | Chỉ huy trưởng | Tiểu khu Sa Đéc       |           |
| 8   | Huỳnh Văn Chương                   | Thiếu tá | Chỉ huy trưởng | Tiểu khu Kiến Hòa     |           |
| 9   | Đoàn Tiến Lộc                      | Thiếu tá | Chỉ huy trưởng | Tiểu khu Phong Dinh   |           |
| 10  | Nguyễn Vạn Khương                  | Thiếu tá | Chỉ huy trưởng | Tiểu khu Vĩnh Long    |           |
| 11  | Đào Duy Tân Võ khoa Thủ Đức K7     | Thiếu tá | Chỉ huy trưởng | Tiểu khu Kiên Giang   |           |
| 12  | Nguyễn Văn Tâm                     | Thiếu tá | Chỉ huy trưởng | Tiểu khu Chương Thiện |           |
| 13  | Phạm Văn Hai                       | Thiếu tá | Chỉ huy trưởng | Tiểu khu Ba Xuyên     |           |
| 14  | Nguyễn Văn Thửa Võ khoa Thủ Đức K8 | Thiếu tá | Chỉ huy trưởng | Tiểu khu Vĩnh Bình    |           |
| 15  | Trần Văn Chính Võ khoa Thủ Đức K14 | Thiếu tá | Chỉ huy trưởng | Tiểu khu Bạc Liêu     |           |
| 16  | Trương Văn Long Võ khoa Thủ Đức K9 | Thiếu tá | Chỉ huy trưởng | Tiểu khu An Xuyên     |           |

## Chỉ huy các đơn vị trực thuộc và phối thuộc
| Stt | Họ và tên                                                           | Cấp bậc            | Chức vụ                     | Đơn vị                | Chú thích                                                                     |
| --- | ------------------------------------------------------------------- | ------------------ | --------------------------- | --------------------- | ----------------------------------------------------------------------------- |
| 1   | Trần Văn Hai Võ bị Đà Lạt K7 Phạm Đình Chi Võ khoa Thủ Đức K3       | Chuẩn tướng Đại tá | Tư lệnh Phó tư lệnh         | Sư đoàn 7 Bộ binh     | Bộ tư lệnh đặt tại căn cứ Đồng Tâm, Mỹ Tho                                    |
| 2   | Huỳnh Văn Lạc Võ khoa Thủ Đức K3 Phạm Văn Ven Võ khoa Thủ Đức K1    | Chuẩn tướng Đại tá | Tư lệnh Phó tư lệnh         | Sư đoàn 9 Bộ binh     | Bộ tư lệnh đặt tại thị xã Vĩnh Long                                           |
| 3   | Mạch Văn Trường Võ bị Đà Lạt K12 Nguyễn Hữu Kiểm Võ khoa Thủ Đức K3 | Chuẩn tướng Đại tá | Tư lệnh Phó Tư lệnh         | Sư đoàn 21 Bộ binh    | Bộ tư lệnh đặt tại Vị Thanh, Chương Thiện                                     |
| 4   | Khiếu Hữu Diêu Võ bị Đà Lạt K5                                      | Đại tá             | Tỉnh trưởng Tiểu khu trưởng | An Giang Long Xuyên   | Trung tâm Hành chính Tỉnh và Bộ chỉ huy Tiểu khu đặt tại Long Xuyên           |
| 5   | Nhan Nhật Chương Võ bị Đà Lạt K6                                    | Đại tá             | Tỉnh trưởng Tiểu khu trưởng | An Xuyên Quản Long    | Trung tâm Hành chính Tỉnh và Bộ chỉ huy Tiểu khu đặt tại Quản Long            |
| 6   | Liêu Quang Nghĩa Võ khoa Thủ Đức K4                                 | Đại tá             | Tỉnh trưởng Tiểu khu trưởng | Ba Xuyên Khánh Hưng   | Trung tâm Hành chính Tỉnh và Bộ chỉ huy Tiểu khu đặt tại Khánh Hưng           |
| 7   | Nguyễn Ngọc Điệp Võ bị Đà Lạt K4                                    | Đại tá             | Tỉnh trưởng Tiểu khu trưởng | Bạc Liêu Bạc Liêu     | Trung tâm Hành chính Tỉnh và Bộ chỉ huy Tiểu khu đặt tại Bạc Liêu             |
| 8   | Nguyễn Đăng Phương Võ bị Địa phương Cap Saint Jacques               | Đại tá             | Tỉnh trưởng Tiểu khu trưởng | Châu Đốc Châu Phú     | Trung tâm Hành chính Tỉnh và Bộ chỉ huy Tiểu khu đặt tại Châu Phú             |
| 9   | Hồ Ngọc Cẩn Sĩ quan Đặc biệt Hiện dịch Đồng Đế K2                   | Đại tá             | Tỉnh trưởng Tiểu khu trưởng | Chương Thiện Vị Thanh | Trung tâm Hành chính Tỉnh và Bộ chỉ huy Tiểu khu đặt tại Vị Thanh             |
| 10  | Nguyễn Văn Hay Võ khoa Thủ Đức                                      | Đại tá             | Tỉnh trưởng Tiểu khu trưởng | Định Tường Mỹ Tho     | Trung tâm Hành chính Tỉnh, Thị và Bộ chỉ huy Tiểu khu đặt tại Thị xã Mỹ Tho   |
| 11  | Phạm Văn Lê Võ khoa Thủ Đức K4                                      | Đại tá             | Tỉnh trưởng Tiểu khu trưởng | Gò Công Gò Công       | Trung tâm Hành chính Tỉnh và Bộ chỉ huy Tiểu khu đặt tại Gò Công              |
| 12  | Vương Văn Trổ Võ khoa Thủ Đức K10                                   | Đại tá             | Tỉnh trưởng Tiểu khu trưởng | Kiên Giang Rạch Giá   | Trung tâm Hành chính Tỉnh, Thị và Bộ chỉ huy Tiểu khu đặt tại Thị xã Rạch Giá |
| 13  | Phạm Chí Kim Võ bị Đà Lạt K9                                        | Đại tá             | Tỉnh trưởng Tiểu khu trưởng | Kiến Hòa Trúc Giang   | Trung tâm Hành chính Tỉnh và Bộ chỉ huy Tiểu khu đặt tại Trúc Giang           |
| 14  | Nguyễn Văn Minh Võ bị Đà Lạt K7                                     | Đại tá             | Tỉnh trưởng Tiểu khu trưởng | Kiến Phong Cao Lãnh   | Trung tâm Hành chính Tỉnh và Bộ chỉ huy Tiểu khu đặt tại Cao Lãnh             |
| 15  | Nguyễn Văn Huy Võ bị Đà Lạt K16                                     | Đại tá             | Tỉnh trưởng Tiểu khu trưởng | Kiến Tường Mộc Hóa    | Trung tâm Hành chính Tỉnh và Bộ chỉ huy Tiểu khu đặt tại Mộc Hóa              |
| 16  | Huỳnh Ngọc Diệp Võ khoa Thủ Đức K3                                  | Đại tá             | Tỉnh trưởng Tiểu khu trưởng | Phong Dinh Cần Thơ    | Trung tâm Hành chính Tỉnh, Thị và Bộ chỉ huy Tiểu khu đặt tại Thị xã Cần Thơ  |
| 17  | Lê Khánh Võ khoa Thủ Đức K4                                         | Đại tá             | Tỉnh trưởng Tiểu khu trưởng | Sa Đéc Sa Đéc         | Trung tâm Hành chính Tỉnh và Bộ chỉ huy Tiểu khu đặt tại Sa Đéc               |
| 18  | Lê Trung Thành Võ khoa Thủ Đức K1                                   | Đại tá             | Tỉnh trưởng Tiểu khu trưởng | Vĩnh Long Vĩnh Long   | Trung tâm Hành chính Tỉnh và Bộ chỉ huy Tiểu khu đặt tại Vĩnh Long            |
| 19  | Nguyễn Văn Sơn Võ khoa Thủ Đức K4p                                  | Trung tá           | Tỉnh trưởng Tiểu khu trưởng | Vĩnh Bình Phú Vinh    | Trung tâm Hành chính Tỉnh và Bộ chỉ huy Tiểu khu đặt tại Phú Vinh             |
| 20  | Nguyễn Hữu Tần Võ khoa Nam Định                                     | Chuẩn tướng        | Tư lệnh                     | Sư đoàn 4 KQ          | Đơn vị phối thuộc                                                             |
| 21  | Đặng Cao Thăng Võ khoa Nam Định Hải quân Brest K1                   | Chuẩn tướng        | Tư lệnh                     | Giang khu 4           | Đơn vị phối thuộc                                                             |
| 22  | Nguyễn Văn Thiện Hải quân Nha Trang K7                              | Đại tá             | Tư lệnh                     | Hải khu 4             | Đơn vị phối thuộc                                                             |
| 23  | Nguyễn Văn May Hải quân Nha Trang K5                                | Đại tá             | Tư lệnh                     | Hải khu 5             | Đơn vị phối thuộc                                                             |
| 24  | Trần Ngọc Trúc Võ khoa Thủ Đức K2                                   | Đại tá             | Tư lệnh                     | Lữ đoàn 4 Kỵ binh     | Đơn vị phối thuộc                                                             |

## Các đời tư lệnh
| Stt | Họ và tên                                      | Cấp bậc tại nhiệm                     | Thời gian tại chức             | Chú thích |
| --- | ---------------------------------------------- | ------------------------------------- | ------------------------------ | --- |
| 1   | Huỳnh Văn Cao Võ bị Huế K2                     | Thiếu tướng (1962)                    | 10/1963-11/1963                | Chức vụ sau cùng: Thượng nghị sĩ (1967-1975)                                                                                                 |
| 2   | Bùi Hữu Nhơn Võ bị Liên quân Viễn Đông Đà lạt  | Đại tá (1958)                         | 11/1963 (Quyền Tư lệnh 4 ngày) | Giải ngũ năm 1968 ở cấp Thiếu tướng |
| 3   | Nguyễn Hữu Có Võ bị Huế K1                     | Thiếu tướng (1963)                    | 11/1963-3/1964                 | Chức vụ sau cùng: Trung tướng, Phụ tá Tổng trưởng Quốc phòng                                                                                 |
| 4   | Dương Văn Đức Võ bị Liên quân Viễn Đông Đà lạt | Thiếu tướng (1956) Trung tướng 1964   | 3/1964-9/1964                  | Bị cách chức và buộc giải ngũ do cầm đầu đảo chính.                                                                                          |
| 5   | Nguyễn Văn Thiệu Võ bị Huế K1                  | Thiếu tướng (1963) Trung tướng (1965) | 9/1964-1/1965                  | Chức vụ sau cùng: Tổng thống Việt Nam Cộng hòa (1967-1975)                                                                                   |
| 6   | Đặng Văn Quang Võ bị Huế K1                    | Thiếu tướng (1964) Trung tướng (1965) | 1/1965-11/1966                 | Chức vụ sau cùng: Cố vấn Tổng thống về Quân sự, Phụ tá An ninh và Tình báo Quốc gia, Tổng thư ký Hội đồng An ninh Quốc gia (1967-1975).      |
| 7   | Nguyễn Văn Mạnh Võ bị Huế K1                   | Chuẩn tướng (1965) Thiếu tướng (1967) | 11/1966-2/1968                 | Chức vụ sau cùng: Trung tướng, Tổng Tham mưu Phó Bộ Tổng tham mưu đặc trách An Ninh Phát triển và kiêm Tư lệnh Địa phương quân và nghĩa quân |
| 8   | Nguyễn Đức Thắng Võ khoa Nam Định              | Thiếu tướng 1965 Trung tướng (1968)   | 2/1968-7/1968                  | Chức vụ sau cùng: Trung tướng, Phụ tá Kế hoạch Tổng Tham mưu trưởng                                                                          |
| 9   | Nguyễn Viết Thanh Võ bị Đà Lạt K4              | Thiếu tướng (1968)                    | 7/1968-5/1970                  | Tử nạn trực thăng ngày 2/5/1970. Được truy thăng Trung tướng                                                                                 |
| 10  | Ngô Dzu Võ bị Huế K2                           | Thiếu tướng (1964)                    | 5/1970-8/1970                  | Chức vụ sau cùng: Trung tướng, Trưởng đoàn Việt Nam Cộng hòa trong Phái đoàn Quân sự 4 bên                                                   |
| 11  | Ngô Quang Trưởng Võ khoa Thủ Đức K4            | Thiếu tướng (1968)                    | 8/1970-5/1972                  | Chức vụ sau cùng: Trung tướng, Tư lệnh Quân đoàn I và Quân khu I                                                                             |
| 12  | Nguyễn Vĩnh Nghi Võ bị Đà Lạt K5               | Thiếu tướng (1970) Trung tướng (1974) | 5/1972-11/1974                 | Chức vụ sau cùng: Trung tướng, Tư lệnh phó Quân đoàn III và Quân khu III                                                                     |
| 13  | Nguyễn Khoa Nam                                | Thiếu tướng (1972)                    | 11/1974-30/4/1975              | Tư lệnh cuối cùng |

## Các đơn vị thuộc dụng Quân đoàn IV tháng 4/1975

Sư đoàn 7 Bộ binh
Sư đoàn 9 Bộ binh
Sư đoàn 21 Bộ binh
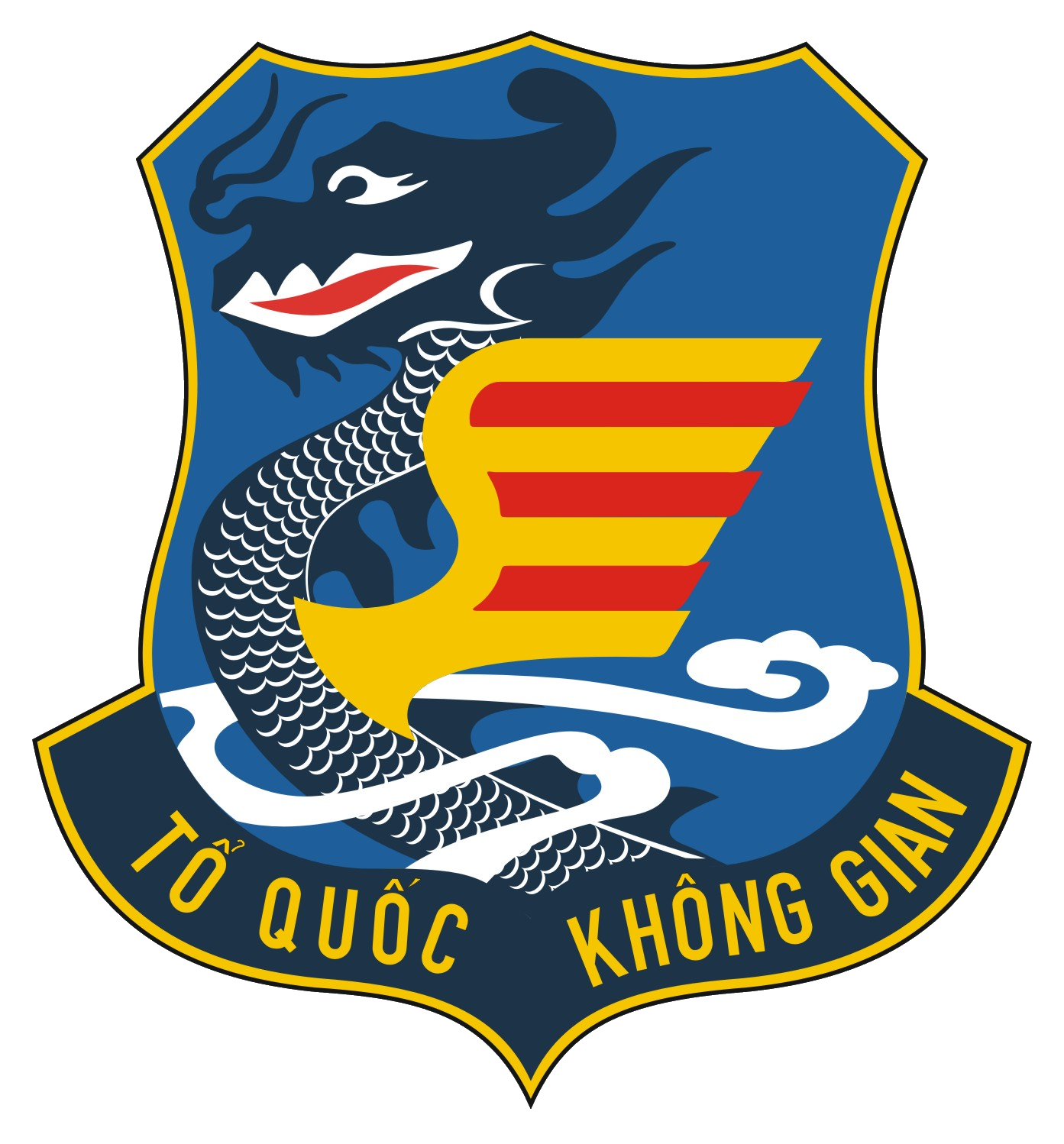
Sư đoàn 4 Không quân
Hải quân Vùng 4 Duyên hải
Hải quân Vùng 5 Duyên hải
Hải quân Vùng 4 Sông ngòi
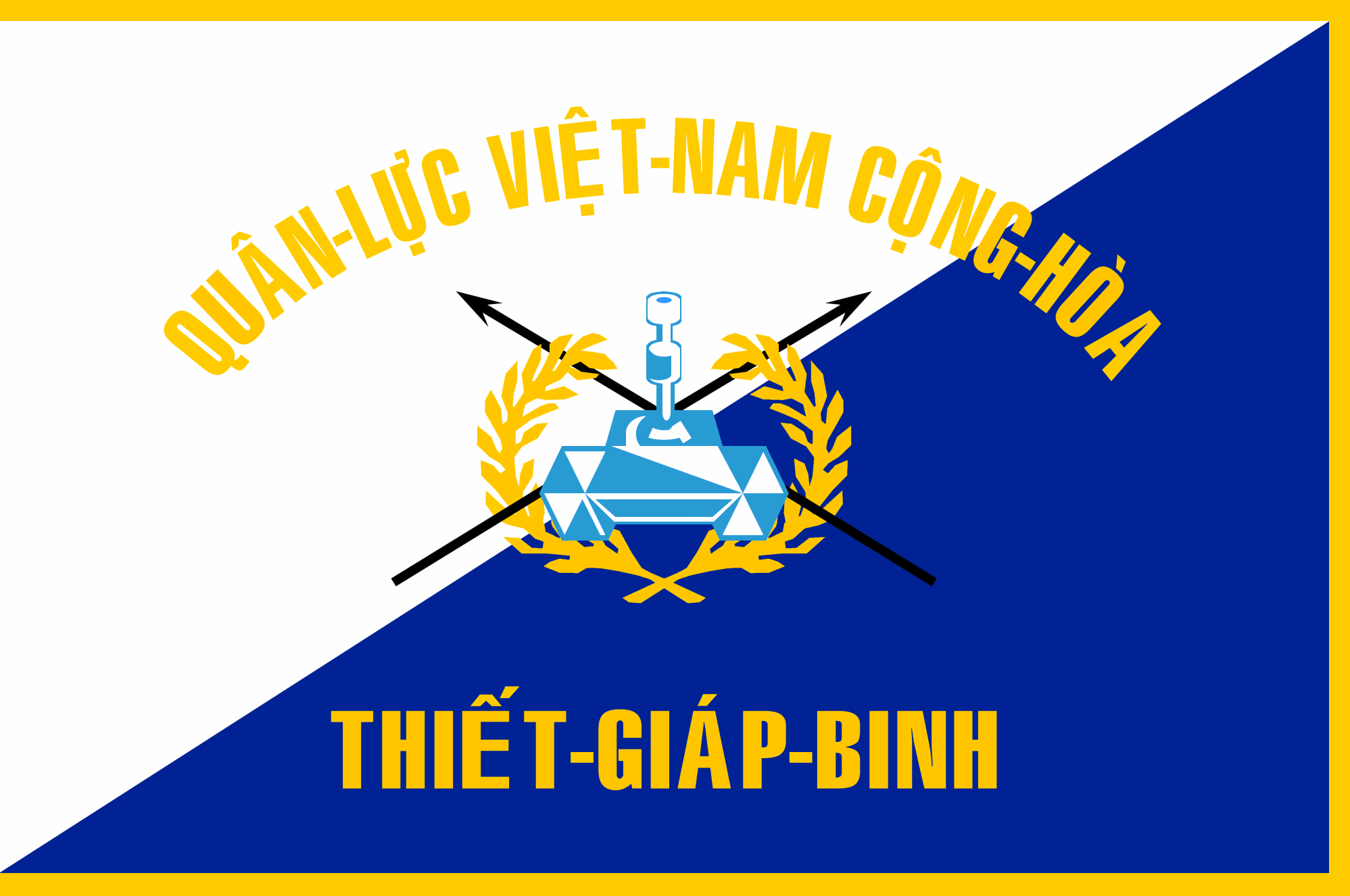
Lữ đoàn 4 Kỵ binh
Địa phương quân và Nghĩa quân